# Gewerkschaft der Volkspolizei
Die Gewerkschaft der Volkspolizei (GdVP) war eine Anfang 1990 gebildete Gewerkschaft für Angehörige der Volkspolizei, der Feuerwehr, des Strafvollzuges und des Innenministeriums der DDR unter dem Dach des FDGB.
Seit dem 1. August 1948 war es Polizisten in der Sowjetischen Besatzungszone und später in der DDR nicht mehr gestattet, sich eigenständig gewerkschaftlich zu organisieren. Bestehende Gewerkschaftsmitgliedschaften hatten für die Dauer des Dienstverhältnisses zu ruhen, neue Gewerkschaftsmitgliedschaften durften nicht eingegangen werden. Zivilbeschäftigte der Volkspolizei konnten sich hingegen in der Gewerkschaft der Mitarbeiter der Staatsorgane und der Kommunalwirtschaft (MSK), einer Mitgliedsgewerkschaft des FDGB, organisieren.
Im Zuge der politischen Wende in der DDR im Herbst 1989 hatten sich dann in verschiedenen Bereichen der Deutschen Volkspolizei (DVP) und der ebenfalls dem Innenministerium unterstehenden Feuerwehr sowie dem Strafvollzug Initiativen und am 10. Dezember 1989 eine in der ganzen DDR tätige Koordinierungsgruppe "Gewerkschaftlicher Neubeginn" gebildet. Ziel der spontanen Zusammenschlüsse war es, eine Berufsvertretung in der Volkspolizei und den anderen Dienstzweigen des Innenministeriums der DDR (Feuerwehr, Strafvollzug, Ministerialverwaltung, Sportorganisation Dynamo, Bildungseinrichtungen) zu bilden. Die Volkspolizisten reagierten damit auf eine zunehmende berufliche Verunsicherung und gesellschaftliche Kritik wegen ihrer systemtragenden Rolle in der DDR. 
Nachdem am 15. Januar 1990 zwischen dem Minister des Innern, Lothar Ahrendt, und der Gewerkschaft MSK die sofortige Aufhebung der Ruhensregelung der Gewerkschaftsmitgliedschaft der Polizisten vereinbart wurde, bildete sich in einer Gründungskonferenz in Berlin die Gewerkschaft der Volkspolizei (GdVP), die sich als Mitgliedsgewerkschaft des Dachverbandes FDGB deklarierte und ca. 83.000 Mitglieder organisierte. Auf dem 1. Ordentlichen Delegiertentag der GdVP am 31. März 1990 wurde erstmals ein Vorstand unter Vorsitz des Berliner Streifenpolizisten Guido Grützemann gewählt. 
Nach Abschluss des Einigungsvertrages beschloss ein außerordentlicher Kongress, angesichts der Wiedervereinigung und der damit einhergehenden Länderhoheit in Polizeifragen sowie der Auflösung des FDGB, die GdVP zum 30. September 1990 aufzulösen. Das Vermögen der GdVP wurde unter die Liquidationshoheit der Unabhängigen Kommission zur Überprüfung des Vermögens der Parteien und Massenorganisationen der DDR gestellt und floss später den nach der Wiedervereinigung gegründeten Landesbezirken der Gewerkschaft der Polizei (GdP) im Beitrittsgebiet zu. Der überwiegende Teil der Mitglieder der GdVP trat nach der Wiedervereinigung ebenfalls der GdP bei.